# Helochares punctatus
Helochares punctatus är en skalbaggsart som beskrevs av Sharp 1869. Helochares punctatus ingår i släktet Helochares, och familjen palpbaggar. Arten har ej påträffats i Sverige.